# Saison 2008 de l'équipe cycliste Cofidis
La saison 2008 est la douzième année d'activité de l'équipe cycliste Cofidis. Cette saison est marquée par les succès de Sylvain Chavanel, notamment sur les routes flandriennes. De retour de blessure, David Moncoutié a remporté une étape et le classement de la montagne du Tour d'Espagne.

## Effectif

### Coureurs en 2008
| Cycliste              | Date de naissance | Nationalité | Équipe 2007      |
| --------------------- | ----------------- | ----------- | ---------------- |
| Stéphane Augé         | 06/12/1974        | France      | Cofidis          |
| Alexandre Blain       | 07/03/1981        | France      | Néoprofessionnel |
| Florent Brard         | 07/02/1976        | France      | Caisse d'Épargne |
| Mickaël Buffaz        | 21/05/1979        | France      | Cofidis          |
| Sylvain Chavanel      | 30/06/1979        | France      | Cofidis          |
| Kevin De Weert        | 27/05/1982        | Belgique    | Cofidis          |
| Jean-Eudes Demaret    | 25/07/1984        | France      | Néoprofessionnel |
| Hervé Duclos-Lassalle | 24/12/1979        | France      | Cofidis          |
| Samuel Dumoulin       | 20/08/1980        | France      | AG2R Prévoyance  |
| Leonardo Duque        | 10/04/1980        | Colombie    | Cofidis          |
| Julien El Fares       | 01/06/1985        | France      | Néoprofessionnel |
| Bingen Fernández      | 15/12/1972        | Espagne     | Cofidis          |
| Nicolas Hartmann      | 03/03/1985        | France      | Cofidis          |
| Maryan Hary           | 27/05/1980        | France      | Cofidis          |
| Mathieu Heijboer      | 04/02/1982        | Pays-Bas    | Cofidis          |
| Frank Høj             | 04/01/1973        | Danemark    | Cofidis          |
| Yann Huguet           | 02/05/1984        | France      | Cofidis          |
| Sébastien Minard      | 12/06/1982        | France      | Cofidis          |
| Amaël Moinard         | 02/02/1982        | France      | Cofidis          |
| David Moncoutié       | 30/04/1975        | France      | Cofidis          |
| Maxime Monfort        | 14/01/1983        | Belgique    | Cofidis          |
| Damien Monier         | 27/08/1982        | France      | Cofidis          |
| Nick Nuyens           | 05/05/1980        | Belgique    | Cofidis          |
| Sébastien Portal      | 04/06/1984        | France      | Caisse d'Épargne |
| Staf Scheirlinckx     | 12/03/1979        | Belgique    | Cofidis          |
| Rein Taaramäe         | 24/04/1987        | Estonie     | Néoprofessionnel |
| Tristan Valentin      | 23/02/1982        | France      | Cofidis          |
| Rik Verbrugghe        | 23/07/1974        | Belgique    | Cofidis          |
| Romain Villa          | 27/04/1986        | France      | Néoprofessionnel |
| Steve Zampieri        | 04/06/1977        | Suisse      | Cofidis          |

## Bilan de la saison

### Victoires
| Date       | Course                                           | Pays      | Classe | Vainqueur             |
| ---------- | ------------------------------------------------ | --------- | ------ | --------------------- |
| 03/02/2008 | Grand Prix d'ouverture La Marseillaise           | France    | 1.1    | Hervé Duclos-Lassalle |
| 16/02/2008 | 4e étape du Tour méditerranéen                   | France    | 2.1    | Leonardo Duque        |
| 17/02/2008 | 5e étape du Tour méditerranéen                   | France    | 2.1    | Sylvain Chavanel      |
| 15/03/2008 | 6e étape du Paris-Nice                           | France    |        | Sylvain Chavanel      |
| 26/03/2008 | À travers les Flandres                           | Belgique  | 1.1    | Sylvain Chavanel      |
| 29/03/2008 | 2e étape du Grand Prix du Portugal               | Portugal  |        | Rein Taaramäe         |
| 30/03/2008 | 3e étape du Grand Prix du Portugal               | Portugal  |        | Rein Taaramäe         |
| 30/03/2008 | Flèche brabançonne                               | Belgique  | 1.1    | Sylvain Chavanel      |
| 09/04/2008 | 2e étape du Circuit de la Sarthe                 | France    | 2.1    | Samuel Dumoulin       |
| 06/05/2008 | 1re étape des Quatre Jours de Dunkerque          | France    | 2.HC   | Stéphane Augé         |
| 11/05/2008 | Classement général des Quatre Jours de Dunkerque | France    | 2.HC   | Stéphane Augé         |
| 18/05/2008 | 3e étape du Tour de Picardie                     | France    | 2.1    | Jean-Eudes Demaret    |
| 23/05/2008 | 4e étape du Tour de Catalogne                    | Espagne   | PT     | Sylvain Chavanel      |
| 26/06/2008 | Championnat de France du contre-la-montre        | France    | CN     | Sylvain Chavanel      |
| 07/07/2008 | 3e étape du Tour de France                       | France    |        | Samuel Dumoulin       |
| 25/07/2008 | 19e étape du Tour de France                      | France    |        | Sylvain Chavanel      |
| 05/09/2008 | 7e étape du Tour d'Allemagne                     | Allemagne | PT     | Stéphane Augé         |
| 07/09/2008 | 8e étape du Tour d'Espagne                       | Espagne   |        | David Moncoutié       |
| 25/09/2008 | 2e étape du Tour du Poitou-Charentes             | France    | 2.1    | Samuel Dumoulin       |
| 27/09/2008 | 5e étape du Tour du Poitou-Charentes             | France    | 2.1    | Samuel Dumoulin       |

### Classements UCI ProTour

#### Individuel
Classement au ProTour 2008 des coureurs de l'équipe Cofidis.
| Rang | Coureur          | Points |
| ---- | ---------------- | ------ |
| 31   | Nick Nuyens      | 40     |
| 44   | Maxime Monfort   | 30     |
| 52   | Mickaël Buffaz   | 25     |
| 104  | Samuel Dumoulin  | 3      |
| 108  | Sylvain Chavanel | 3      |
| 114  | Leonardo Duque   | 3      |
| 120  | Stéphane Augé    | 3      |
| 142  | David Moncoutié  | 1      |
| 149  | Amaël Moinard    | 1      |

#### Équipe
L'équipe Cofidis a terminé à la 16e place (sur 18) du classement par équipes avec 107 points.
Détail des points obtenus
| Dates               | Course                       | Place au classement par équipes | Points obtenus |
| 22-27 janvier       | Tour Down Under              | 7e                              | 14             |
| 6 avril             | Tour des Flandres            | 6e                              | 15             |
| 9 avril             | Gand-Wevelgem                | 23e                             | 0              |
| 7-12 avril          | Tour du Pays basque          | 10e                             | 11             |
| 20 avril            | Amstel Gold Race             | 17e                             | 4              |
| 29 avril-4 mai      | Tour de Romandie             | 12e                             | 9              |
| 19-25 mai           | Tour de Catalogne            | 14e                             | 7              |
| 8-15 juin           | Critérium du Dauphiné libéré | 12e                             | 9              |
| 14-22 juin          | Tour de Suisse               | 17e                             | 4              |
| 2 août              | Classique de Saint-Sébastien | -                               | 0              |
| 25 août             | Grand Prix de Plouay         | 14e                             | 7              |
| 20-27 août          | Eneco Tour                   | 18e                             | 3              |
| 29 août-6 septembre | Tour d'Allemagne             | 19e                             | 2              |
| 7 septembre         | Vattenfall Cyclassics        | 4e                              | 17             |
| 14-20 septembre     | Tour de Pologne              | 16e                             | 5              |